# Lagginhorn
O Lagginhorn é um cume nos Alpes Peninos no cantão do Valais na Suíça, que com 4 010 m de altitude pertence aos cumes dos Alpes com mais de 4000 m, mas é o mais baixo dos Alpes Valaisanos.

## Ascensão
A primeira ascensão foi efectuada a 26 de Agosto de 1856 por E.L. Ames, Franz Andenmatten e Johann Josef Imseng.